# Joe Rodon
Joseph Peter Rodon (* 22. října 1997 Swansea) je velšský profesionální fotbalista, který hraje na pozici středního obránce za anglický klub Leeds United FC, kde je na hostování z Tottenhamu Hotspur, a za velšský národní tým.

## Klubová kariéra

### Swansea City
Rodon pochází z Llangyfelachu, jedné z částí města Swansea. Již od osmi let hrál v juniorském týmu místního Swansea City AFC. První profesionální smlouvu podepsal s klubem v roce 2015, na svůj debut si však počkal ještě další 3 roky, kdy odehrál 11. srpna 2018 celý zápas druhé anglické ligy proti Prestonu. Do užšího výběru Swansea byl zvolet také pro utkání Premier League proti Arsenalu, v tomto utkání však zůstal pouze na lavičce.

#### Cheltenham Town (hostování)
30. ledna 2018 odešel Rodon ze Swansea hostovat do týmu Cheltenham Town, v té době hrajícího 4. anglickou ligu. První zápas zde odehrál 3. února proti Grimsby Town.

### Tottenham Hotspur
16. října 2020 přestoupil do londýnského Tottenhamu Hotspur za 12,1 milionu eur. V klubu podepsal smlouvu na 5 let. Svůj debut si odbyl 26. října v utkání Premier League proti Burnley FC. 29. listopadu 2020 odehrál celé utkání v derby proti Chelsea.

## Reprezentační kariéra
Rodon reprezentoval Wales v mládežnických kategoriích U20 a U21.
V seniorské reprezentaci debutoval 6. září 2019 v utkání Kvalifikace na Mistrovství Evropy ve fotbale 2020 proti Ázerbájdžánu.